# Preresa
Preresa ist eine Sandgrube im Tal des Manzanares, etwa 9 km vor dem Zusammenfluss mit dem Jarama, in der Gemeinde Getafe südöstlich von Madrid. Sie ist eine paläontologische Fundstätte, an der Neandertaler lebten. Nachgewiesen wurde auch die Hirschart Haploidoceros mediterraneus.